# Абу, Эдмон
Эдмо́н Франсуа Валентин Абу́ (фр. Edmond François Valentin About, 14 февраля 1828, Дьёз, Франция — 16 января 1885, Париж) — французский беллетрист и публицист.
В 1855 году выпустил книгу — «Le Grec contemporain» — остроумную критику ново-греческих нравов. В том же году напечатал свой первый роман «Tolla Feraldi», имевший большой успех. В дальнейшем — автор романов: «Le roi des Montagnes» (1856); «Germaine» (1857); «Les échasses de maître Pierre» (1858) и целого ряда рассказов и новелл, из которых многие переведены на русский язык («Тридцать и сорок», «Человек с разбитым ухом», «Провинциальные браки» и др.).